# Laslea
Laslea là một xã thuộc hạt Sibiu, România. Dân số thời điểm năm 2002 là 3214 người.